# Nerea Llanos
Inés Nerea Llanos Gómez (Baracaldo, Vizcaya, 1967) es una abogada y política española, ex-secretaria general del PP del País Vasco, parlamentaria vasca y portavoz del Partido Popular (PP) en el Parlamento vasco.

## Biografía
Nació en Baracaldo en 1967. Se licenció en Derecho en la Universidad de Deusto (1985-1990). Tras acabar la carrera de Derecho comenzó a preparar las oposiciones a judicatura.

## Trayectoria política
Se afilió de joven al Partido Popular (PP) cuando ETA mató a Gregorio Ordóñez y decidió comprometerse con el PP vasco y dejar de lado las oposiciones a judicatura.
Fue concejal del Ayuntamiento de Galdácano entre 1995 y 2011. Fue miembro de las Juntas Generales de Vizcaya entre 1999 y 2012. En el año 2011 entró en el Parlamento Vasco como diputada, sustituyendo a Esther Martínez Fernández. Fue diputada vasca durante la novena legislatura (2011-2012), décima legislatura (2012-2016) y undécima legislatura (2016-2020) del Parlamento vasco. En el año 2011 se convirtió en la portavoz del Partido Popular (PP) en el Parlamento Vasco.
En el año 2014 se convirtió en la secretaria general del PP del País Vasco, relevando a Iñaki Oyarzabal como secretario general, con Arantza Quiroga de presidenta del PP vasco.

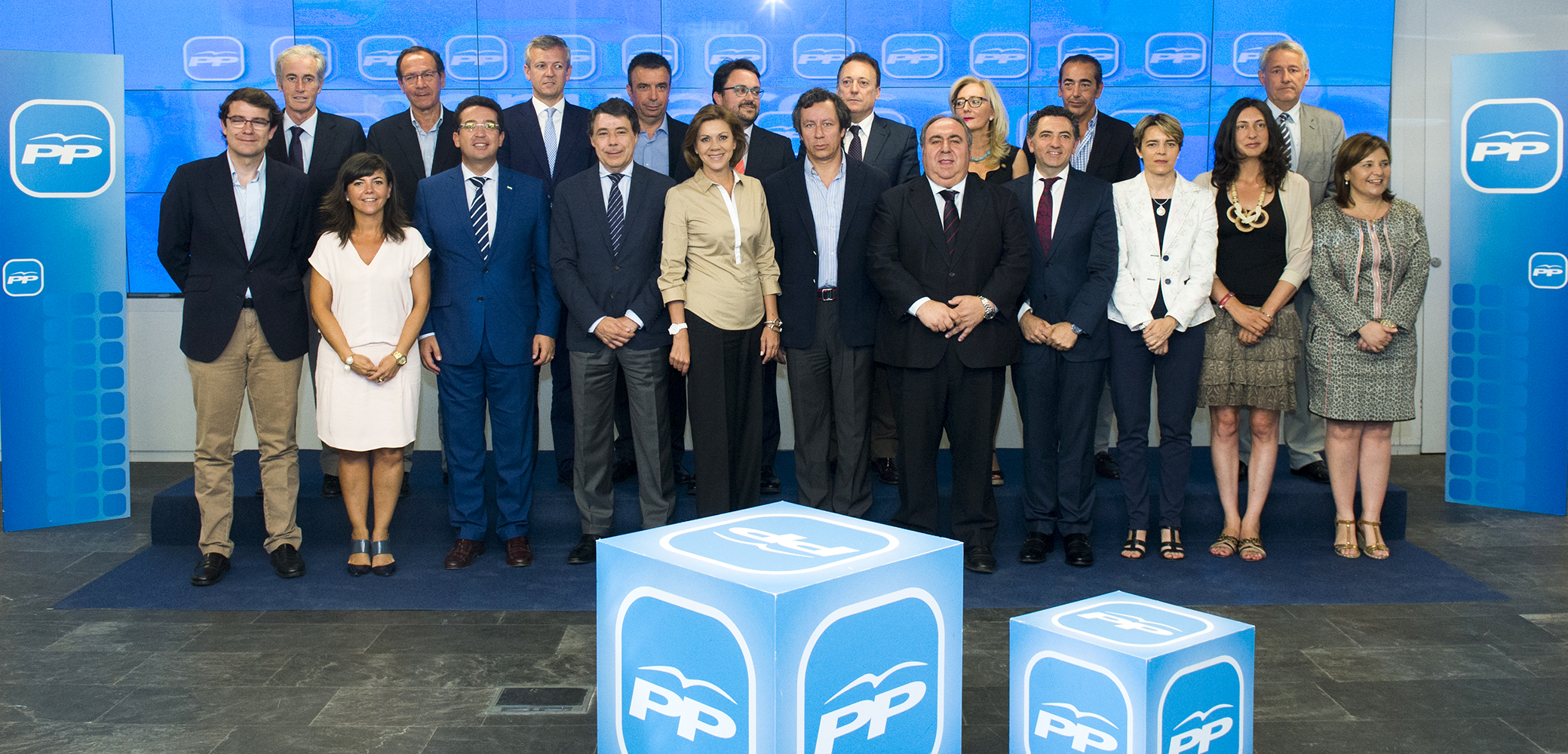
Reunión de secretarios generales del Partido Popular de 2014

En el año 2017, fue sucedida por Amaya Fernández que fue elegida secretaria general del PP vasco y Llanos pasó a ser la portavoz y coordinadora general del PP vasco, un cargo que no existía hasta ese momento.
Ha cursado también el Programa de Liderazgo Público en Emprendimiento e Innovación (PLPE) en la Universidad de Deusto (2014-2015). Como abogada está colegiada en el Colegio de la Abogacía de Bizkaia.
Actualmente es abogada y ejerce como abogada.

## Vida personal
Está casada y tiene tres hijos.